# Gazleh
 (mai 2017).
Gazleh (persan : گزله, aussi connu sous les noms de Qazleh et Qezeleh) est un village dans la province du Lorestan en Iran. Lors du recensement de 2006, sa population était de 52 habitants répartis dans 10 familles.